# Памятник Н. А. Добролюбову (Нижний Новгород)
Памятник Н. А. Добролюбову расположен в городе Нижнем Новгороде, в сквере на площади Театральной, с правой стороны от здания академического театра драмы. Здесь поблизости находился дом (ул. Пожарского, 5), в котором родился литературный критик, публицист Н. А. Добролюбов (1836—1861).

## Авторы проекта
- Народный художник РСФСР, почетный гражданин города Горького, скульптор П. И. Гусев
- Заслуженный архитектор РСФСР Б. С. Нелюбин.
- Скульптура отлита на заводе художественного литья «Монументскульптура» (Ленинград). Постамент изготовлен гранитчиками города Горького (ныне Нижний Новгород).

## Описание памятника
На невысоком постаменте из красного гранита сидящая бронзовая фигура. Скульптор изобразил 25-летнего Н. А. Добролюбова в минуту задумчивости, сосредоточенной работы мысли.

## Открытие памятника
Открытие памятника состоялось 31 января 1986 года к 150-летию со дня рождения писателя.